# Théorème des sept cercles

Illustration dans le cas où les six cercles sont tangents intérieurement au septième.

En géométrie, le théorème des sept cercles est un théorème concernant un certain arrangement de sept cercles dans le plan euclidien. 
Plus précisément, étant donné une chaîne de six cercles tous tangents (intérieurement ou extérieurement) à un septième cercle et chacun tangent extérieurement à ses deux voisins, les trois cordes joignant deux points de contact opposés sont concourantes. Bien que de nature élémentaire, ce théorème n'a été découvert qu'en 1974, par Evelyn, Money-Coutts et Tyrrell,.
Le théorème des sept cercles peut être démontré à l'aide du théorème de Ceva,,, ou en utilisant une inversion.